# トランス・ワールド航空514便墜落事故
トランス・ワールド航空514便墜落事故（トランスワールドこうくう514びんついらくじこ）とは、アメリカ合衆国インディアナ州インディアナポリスからオハイオ州コロンバスを経由し、ワシントンD.C.へ向かっていたトランス・ワールド航空514便が、バージニア州マウントウェザーに墜落した航空事故である。この事故により乗員乗客92人全員が死亡した。
当日の天候は悪く、事故機はダイバートを行おうとしていたが、滑走路から北西約50km地点の山に激突した。また、事故当日には別のボーイング727がアメリカ国内で墜落し、乗員3人全員が死亡するという事故を起こしていた。

## 事故の経緯
1974年12月1日、トランス・ワールド航空514便はインディアナ州インディアナポリスを出発し、オハイオ州コロンバスを経由してワシントンD.C.のワシントン・ナショナル空港に向かっていた。しかし、ワシントン・ナショナル空港は突風のため、同機は同じワシントンD.C.のダレス国際空港へのダイバート(目的地外着陸)を余儀なくされた。そのダレス国際空港への着陸進入時に事故は起こった。
米国東部標準時の午前11時09分22秒、514便はダレス国際空港の北西約50kmの低山に激突し、乗客85名、乗員7名、計92名全員が死亡した。

## 事故調査
調査委員会は、当初事故の原因について2つの意見に割れていた。ひとつは、パイロットのミスとするもの、もうひとつは、管制ミスとするものだった。
前者の根拠は、旅客機が着陸進入の際、公開された進入アプローチ上を飛行してなかったことだった。後者の根拠は、管制のレーダーで当該機がベクタリングされていたことだった。つまり、管制官独自のナビゲーションで旅客機を誘導していたということである。後にこれが事故の引き金だということが判明した。
514便は着陸進入中、「cleared for the approach」という信号を受けた。これは管制官によって旅客機がアプローチされる範囲に入ったことを示し、514便はアプローチを受けることができる高度、1800ft(約550m)まで降下した。
この当時、管制官が旅客機を独自にアプローチすることは慣習的に行われていた。そのため、パイロットは最終アプローチの行われる高度まで降下した。しかし、この時514便は管制塔のレーダーベクター上になく、当然管制官も514便をアプローチしているという意識はなかった。「cleared for the approach」の信号を管制官側は、この空港の最低安全高度の3400ft(約1050m)までの降下として捉えていた。しかし514便のみならず、当時この空港に離着陸する航空機のパイロットは信号を受けた時、格別の指示がない限り、同時に高度1800ftへの降下の許可も同時に受理したものと捉えていたことが分かった。管制官によってアプローチされていると思っていたパイロットは、そのままの高度(1800ft)を維持した結果、マウントウェザーの山に激突した。
実際この事故の約6週間前、現場と同じダレス国際空港で、ユナイテッド航空の旅客機が同じ状況で墜落の危機に陥った。結果的には墜落の危機は逃れたものの、この時は同社内での勧告にとどまり、調査などは行われなかった。そのため、他の航空会社は知る由もなかった。

## 余波
1977年に出版されたマーク・オリバー・エベレットの、「孫たちが知っておくべきこと」の第2章の終わり、およびF.リー・ベイリーの「Cleared for Approach：In Defense of Flying」の本でもこの事故のことが言及された。